# アウシデス・エドゥアルド・メンデス・デ・アラウージョ・アウヴェス
アウシデス・エドゥアルド・メンデス・デ・アラウージョ・アウヴェス（Alcides Eduardo Mendes de Araújo Alves, 1985年3月13日 - ）は、ブラジル・サンパウロ州サン・ジョゼー・ド・リオ・プレト出身のサッカー選手。ポジションはディフェンダー (センターバック、左サイドバック) 。

## 経歴
2007年にチェルシーFCが獲得するも、就労ビザが出ないためにPSVアイントホーフェンにローン移籍した後、2008年、ウクライナのFCドニプロに完全移籍した。

## タイトル

### クラブ
SLベンフィカ
- スーペル・リーガ : 2004-05

PSVアイントホーフェン
- エールディヴィジ : 2006-07, 2007-08

### 代表
- FIFAワールドユース選手権 : 2003